# Escuela Técnica Superior de Ingenieros de Montes (Universidad Politécnica de Madrid)
La Escuela Técnica Superior de Ingenieros de Montes (ETSIM)  de la Universidad Politécnica de Madrid preparó y expidió desde 1846 hasta 2009 la titulación de Ingeniero de Montes. Originalmente se denominó Escuela de Especial de Ingenieros de Montes y estaba adscrita al Ministerio de Fomento, situada hasta 1869 en el castillo de Villaviciosa de Odón. Los dos principales protagonistas de la creación de esta escuela fueron Agustín Pascual González y Bernardo de la Torre Rojas. Se accedía mediante un examen de ingreso que era una oposición en toda regla. Los alumnos que aprobaban el ingreso accedían directamente como funcionarios como miembros del Cuerpo de Ingenieros de Montes del Ministerio de Fomento al finalizar sus estudios. Más tarde existieron también alumnos externos, con derecho a examinarse pero que al terminar sus estudios no accedían inmediatamente al funcionariado. Posteriormente la Escuela y el Cuerpo de Ingenieros de Montes pasaron a depender del Ministerio de Agricultura.
La denominación hasta su fusión de la institución es Escuela Técnica Superior de Ingenieros de Montes. El centro perteneció a la Universidad Politécnica de Madrid, e impartió también la Licenciatura en Ciencias ambientales de segundo ciclo, así como doctorados y diversas maestrías y cursos de espacialización.
En 2009, tras la implantación de los estudios marcados por el Espacio Europeo de Educación Superior (EEES), se acordó la unión de la ETSIM y la Escuela Universitaria de Ingeniería Técnica Forestal (EUITF), creándose una nueva institución donde se impartirían las nuevas enseñanzas de grado y máster, además de los correspondientes doctorados. Ambas dejarían de existir como tales al finalizar la docencia de los últimos alumnos de los anteriores planes de estudio. En 2011 se acordó que el nuevo centro se denominaría Escuela Técnica Superior de Ingeniería de Montes, Forestal y del Medio Natural.

## Historia de la ETSIM
Esta escuela se estableció en 1846 en la población madrileña de Villaviciosa de Odón, concretamente en el castillo medieval perteneciente a la Casa de Chinchón.

El período de formación quedó establecido en un primer momento en cuatro años, siendo los primeros años dedicados a las matemáticas, física, química y topografía, y los últimos especializados en la ingeniería del medio natural y forestal.

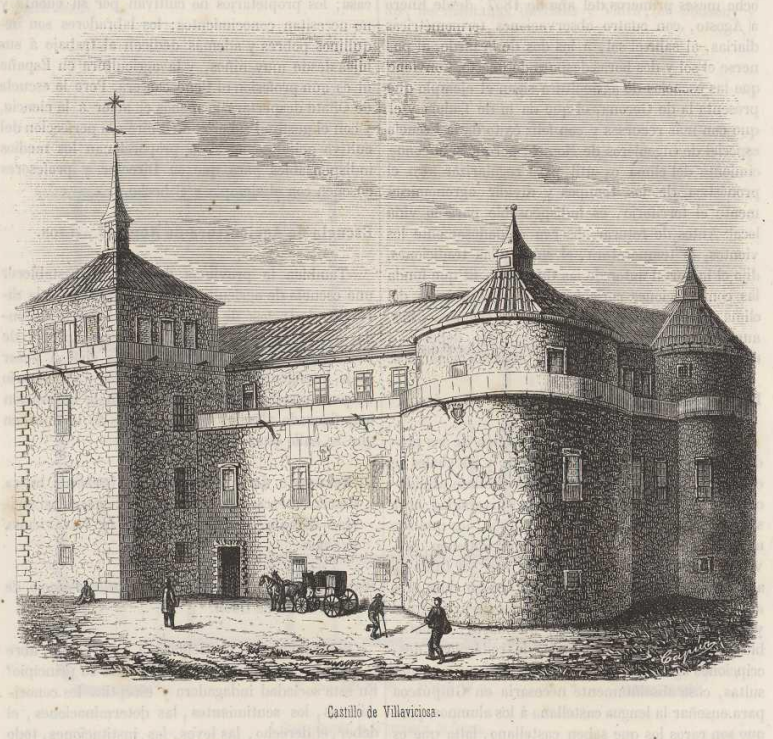
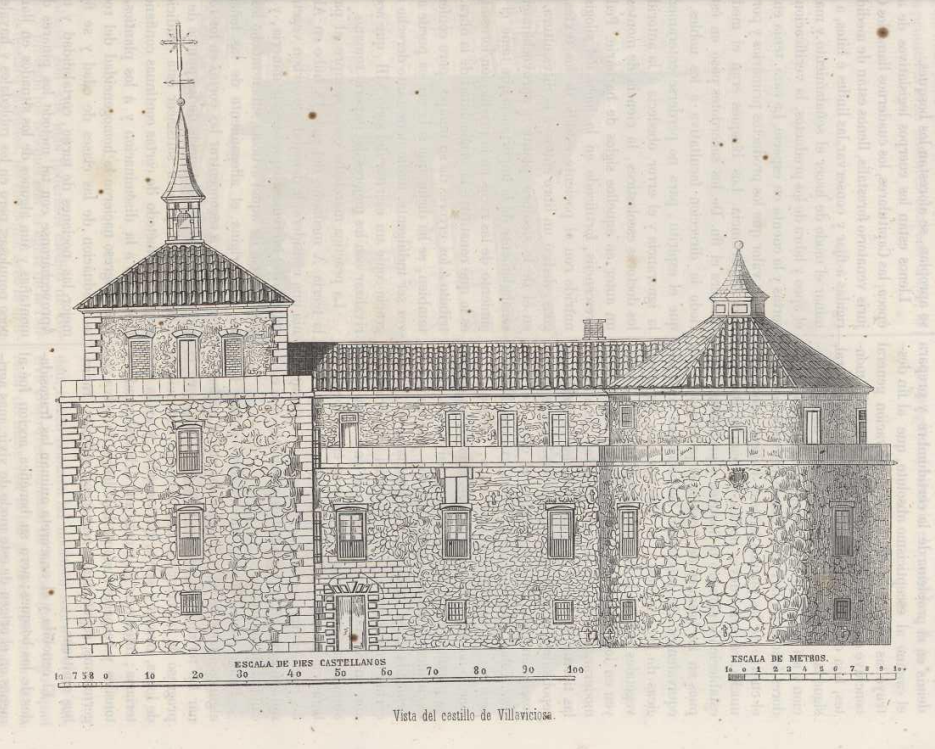
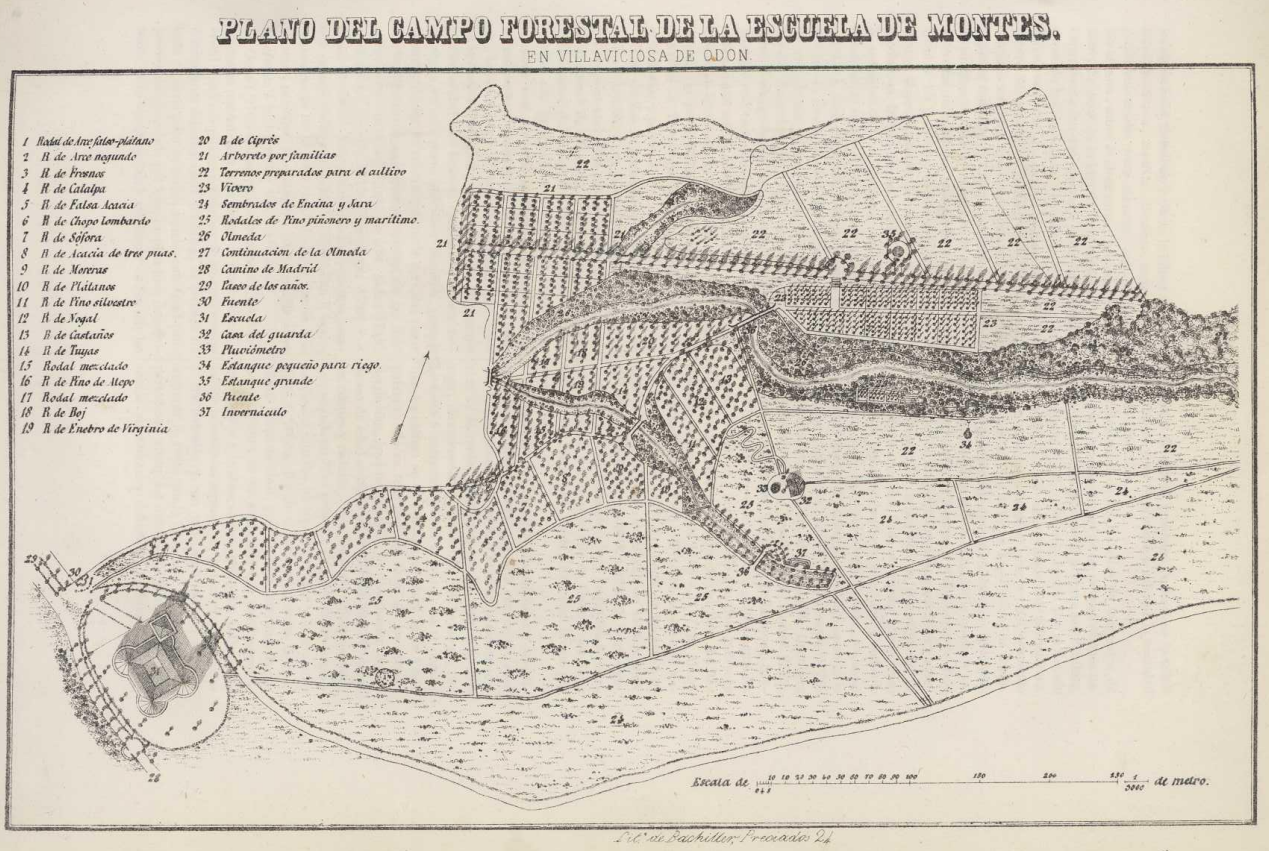
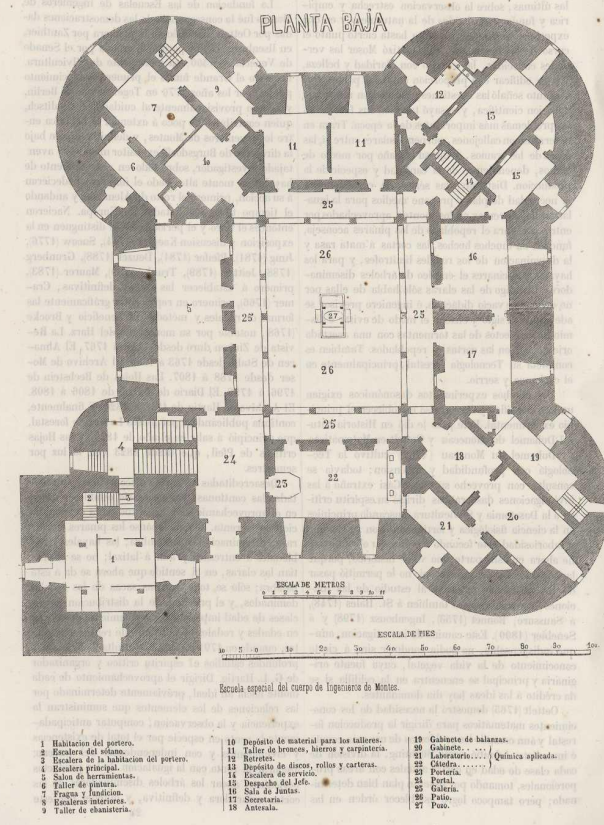
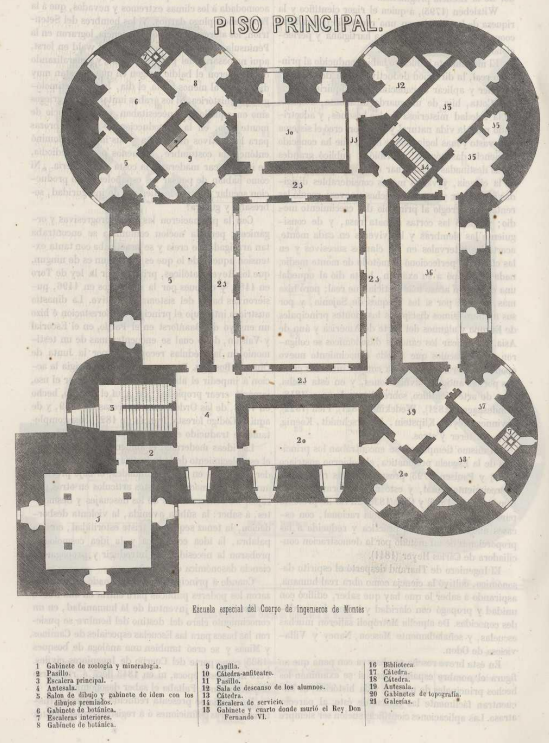
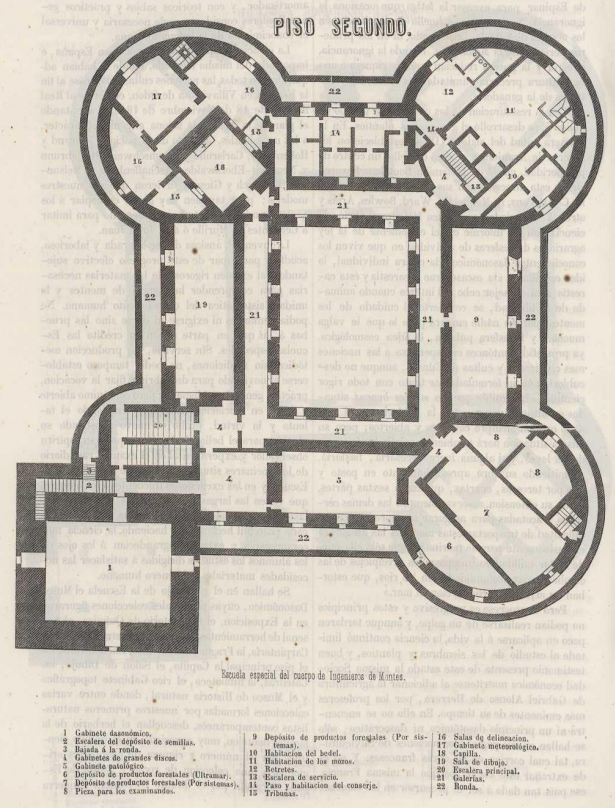

En 1870 se trasladaría a la Casa de Oficios del Monasterio de San Lorenzo de El Escorial, donde permaneció hasta 1914. De esta época datan los exitosos trabajos de repoblación del Monte de Abantos, cuya vertiente sur se encontraba totalmente deforestada. La ETSIM asumió los trabajos de repoblación, que fueron ejecutados por los propios alumnos. En 1914 fue trasladada a Madrid, siendo su primera sede la Escuela de Minas e Industriales. Apenas unos meses después pasaría a dos inmuebles alquilados en las calles Rey Francisco, 4 y Tutor, 22, en la zona de Argüelles, donde estuvo alojada hasta 1936.
Durante la guerra civil, la Escuela se encontraba muy próxima al frente, y un incendio terminó con la mayor parte de su patrimonio, incluyendo archivo, museo, colecciones, aparatos y la biblioteca, compuesta por unos 30.000 títulos. En la posguerra la ETSIM estuvo ubicada provisionalmente en un piso en Madrid, hasta que en los años cuarenta se traslada a su actual emplazamiento en la Ciudad Universitaria de Madrid. El edificio actual, de gran belleza, es un ejemplo de la arquitectura de la época en su vertiente clasicista de recuperación del estilo neoherreriano, inspirado de la dinastía de los Austrias. Mediante Orden de 16 de octubre de 1941 del Ministerio de Educación Nacional se aprueba el proyecto de obras de construcción de un nuevo edificio, en Madrid, con destino a Escuela de Ingenieros de Montes. El proyecto fue elaborado por los Arquitectos don Luis Díaz Tolosana, don Pedro Vidagor y don Luis Villanueva, con un presupuesto de ejecución material de 4.276.165,58 pesetas.
Años después la duración de los estudios correspondientes a la ingeniería de montes se incrementó hasta los seis años, de forma equivalente al resto de las ingenierías superiores que se impartían en España.
El último plan de estudios (1974) de la Escuela previo al Espacio Europeo de Enseñanza Superior está en extinción tras más de 40 años de vigencia. Se estructuraba en seis cursos y un Proyecto Fin de Carrera. Tenía dos especialidades (silvopascicultura e Industrias forestales). 
En los años noventa, se detectaron problemas estructurales en el edificio principal de la escuela de Madrid, que obligaron a realizar obras de reforma y trasladar la docencia a los edificios anexos de talleres y laboratorios y a la aledaña EUIT Forestal de la misma universidad. Se planteó entonces la posibilidad de trasladar la Escuela de Ingenieros de Montes nuevamente a San Lorenzo de El Escorial. Por su situación al pie de la Sierra de Guadarrama, esta opción habría permitido recuperar las enseñanzas prácticas, que desde su traslado a Madrid están muy arrinconados frente a los contenidos teóricos y abstractos.
Sin embargo, el traslado de la ETSIM fuera de la ciudad fue desestimado, tal vez por la comodidad de las autoridades académicas y en general de todos los colectivos de la comunidad universitaria (profesores, alumnos y personal no docente), residentes prácticamente todos en la ciudad de Madrid y sus cercanías.
Este tipo de conflictos de intereses son comunes en toda la universidad española debido a la autonomía universitaria, que provoca que los miembros de los órganos de gobierno (Rectorado, Claustro, Dirección o Decanato, Junta de Escuela o Facultad, y Direcciones y Consejos de Departamento) defiendan muy frecuentemente los intereses de su colectivo (profesores, alumnos y personal no docente) cuando no directamente intereses personales, por encima de los de la institución o la sociedad. De hecho, una oposición interna similar ha encontrado en la Universidad de Oviedo la reciente propuesta del Principado de Asturias de trasladar la Escuela Técnica Superior de Ingenieros de Minas de Oviedo a Mieres, también para favorecer las enseñanzas prácticas.[cita requerida]

## Futuro

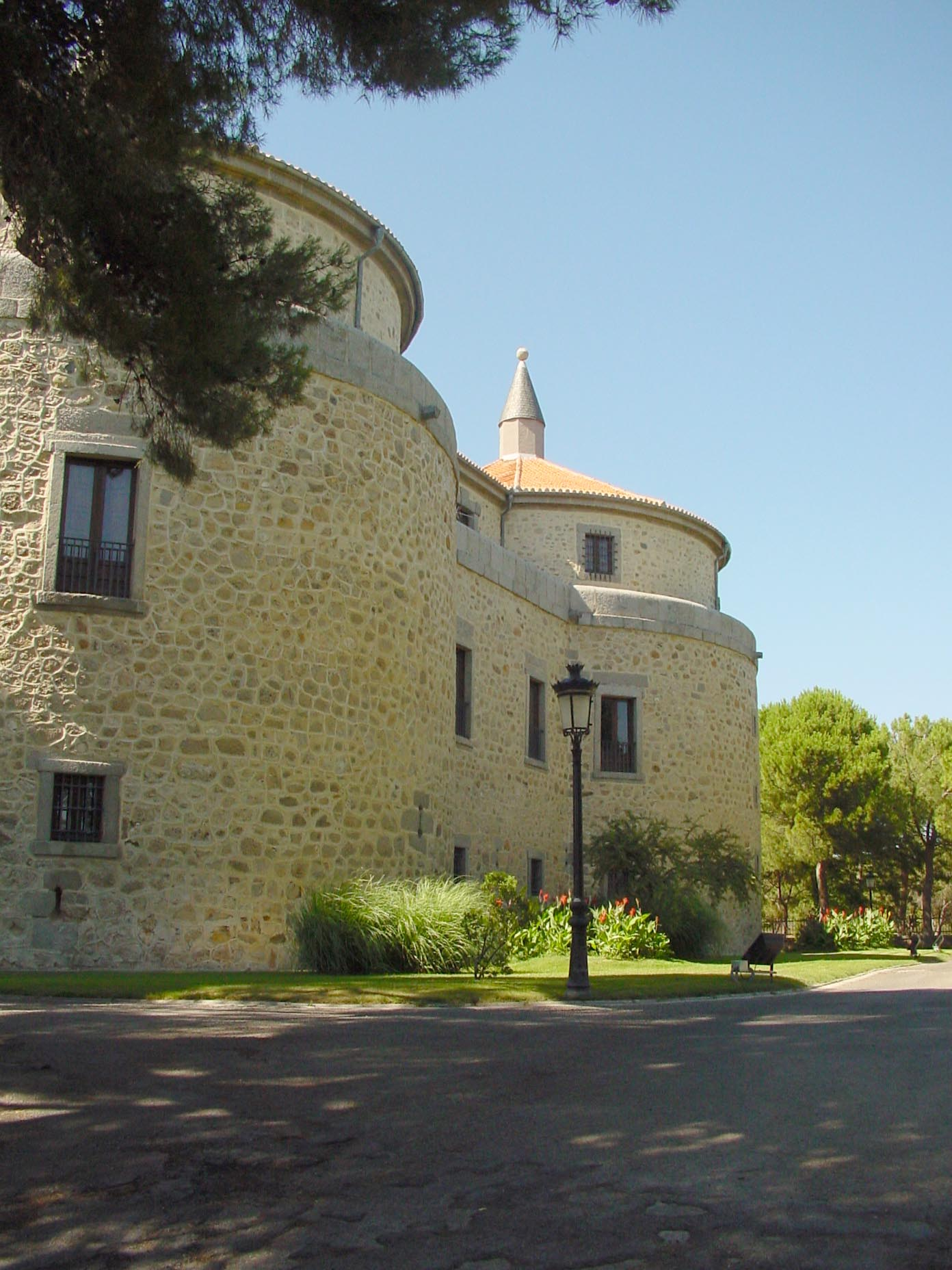
El castillo de Villaviciosa de Odón fue la primera sede de la Escuela de Especial de Ingenieros de Montes.

Para adaptar las titulaciones españolas al Espacio Europeo de Educación Superior de la ETSIM y la EUITF, la Universidad Politécnica de Madrid ha creado una nueva institución que se denomina Escuela Técnica Superior de Ingeniería de Montes, Forestal y del Medio Natural.
En su nueva etapa, la Escuela se configura como el Centro Universitario de la UPM de perfil más medioambiental, con especial énfasis en los aspectos medioambientales relacionados con territorios y sistemas ecológicos más naturales.
En esta nueva institución actualmente se imparten tres títulos de grado: Grado en Ingeniería Forestal, Grado en Ingeniería del Medio Natural y Grado en Ingeniería de Tecnologías Ambientales. Desde el curso 2010-2011, se imparten los dos primeros y desde este curso el tercero. El título denominado "Grado en Ingeniería Forestal", recoge las competencias profesionales de los dos antiguos títulos de "Ingeniero Técnico Forestal" de Explotaciones e Industrias. Las 3 carreras tienen una duración de cuatro años académicos con un perfil y contenidos diferenciados. 
Destacan por su novedad los grados en Ingeniería del Medio Natural e Ingeniería de Tecnologías Ambientales, títulos que se ofertan solamente en esta Universidad. Las expectativas abiertas en la creación del Grado en Ingeniería del Medio Natural han sido satisfechas por la gran acogida que ha tenido entre los alumnos que solicitaron su inscripción en los primeros cursos académicos de impartición (2010/11, 2011/12 y 2012/13). Ya en la convocatoria de junio se han cubierto con 90 alumnos las plazas de nuevo ingreso ofertadas, requiriéndose  notas de corte de 6,9, 7,5 y 7,4 respectivamente. Ello supone que el Grado en Ingeniería del Medio Natural tiene las mayores notas de corte entre las titulaciones agrarias y ambientales de las Universidades de Madrid.
La reciente titulación Grado en Ingeniería de Tecnologías Ambientales, impartida en colaboración con otros centros de la UPM, comienza este curso con la misión de cubrir el vacío detectado en la oferta formativa de grados en Ingeniería ambiental de sistemas muy antropizados, en la UPM.
La entrada de 235 nuevos alumnos de grado en este curso ha confirmado que la Escuela es el Centro Universitario del ámbito forestal y medioambiental líder en la captación de alumnos, rompiéndose la tendencia regresiva que mantienen las restantes escuelas de las Universidades Españolas.
En la Escuela Técnica Superior de Ingeniería de Montes, Forestal y del Medio Natural se imparte también el nuevo título de máster denominado "Ingeniero de Montes", que se homologa a la actual titulación homónima.
Se espera en los próximos años un aumento de estudiantes en esta titulación debido a la demanda de la sociedad por conservar y gestionar de forma sostenible los espacios naturales.[cita requerida]

## Imágenes

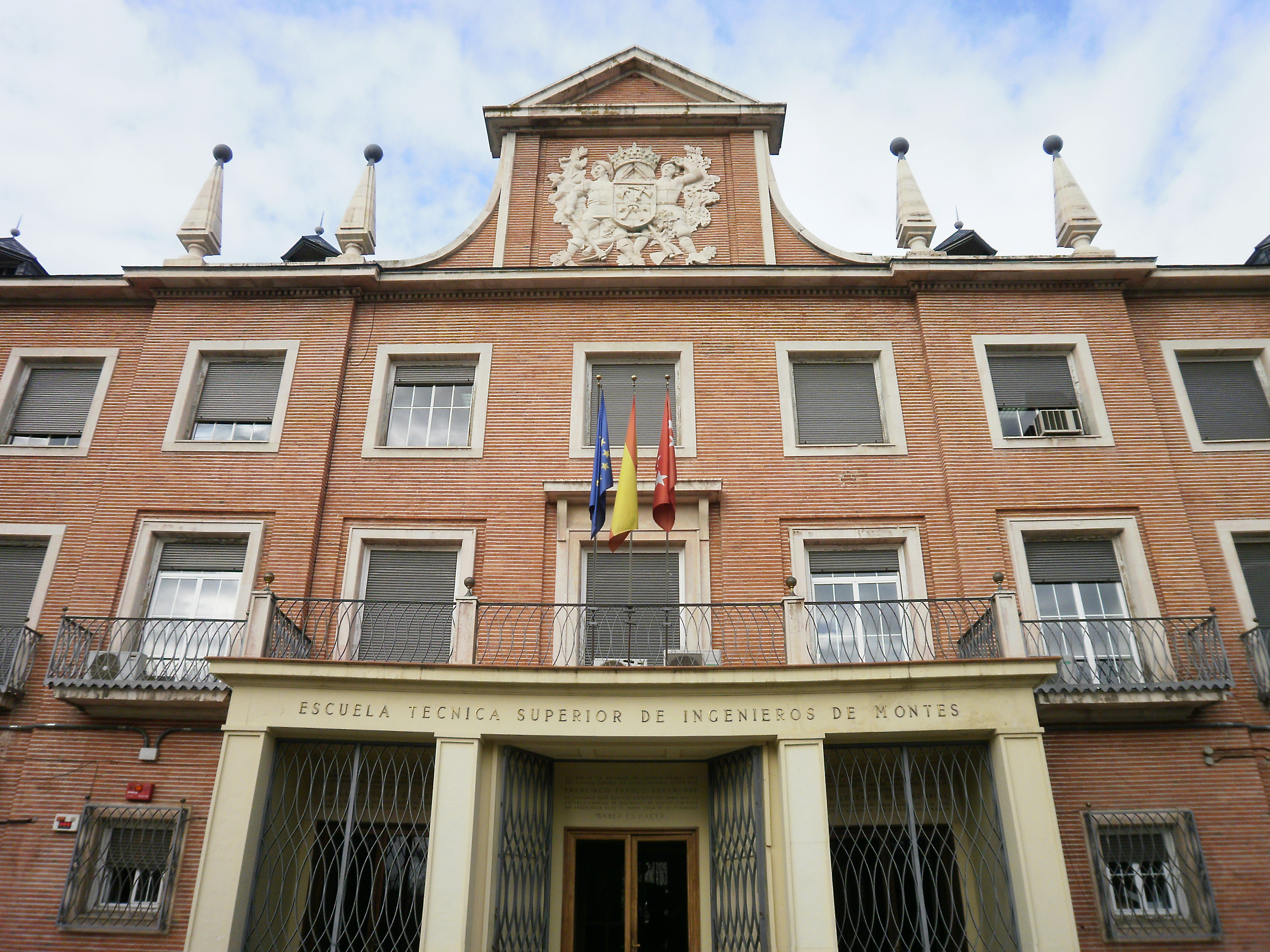
Entrada a la Escuela
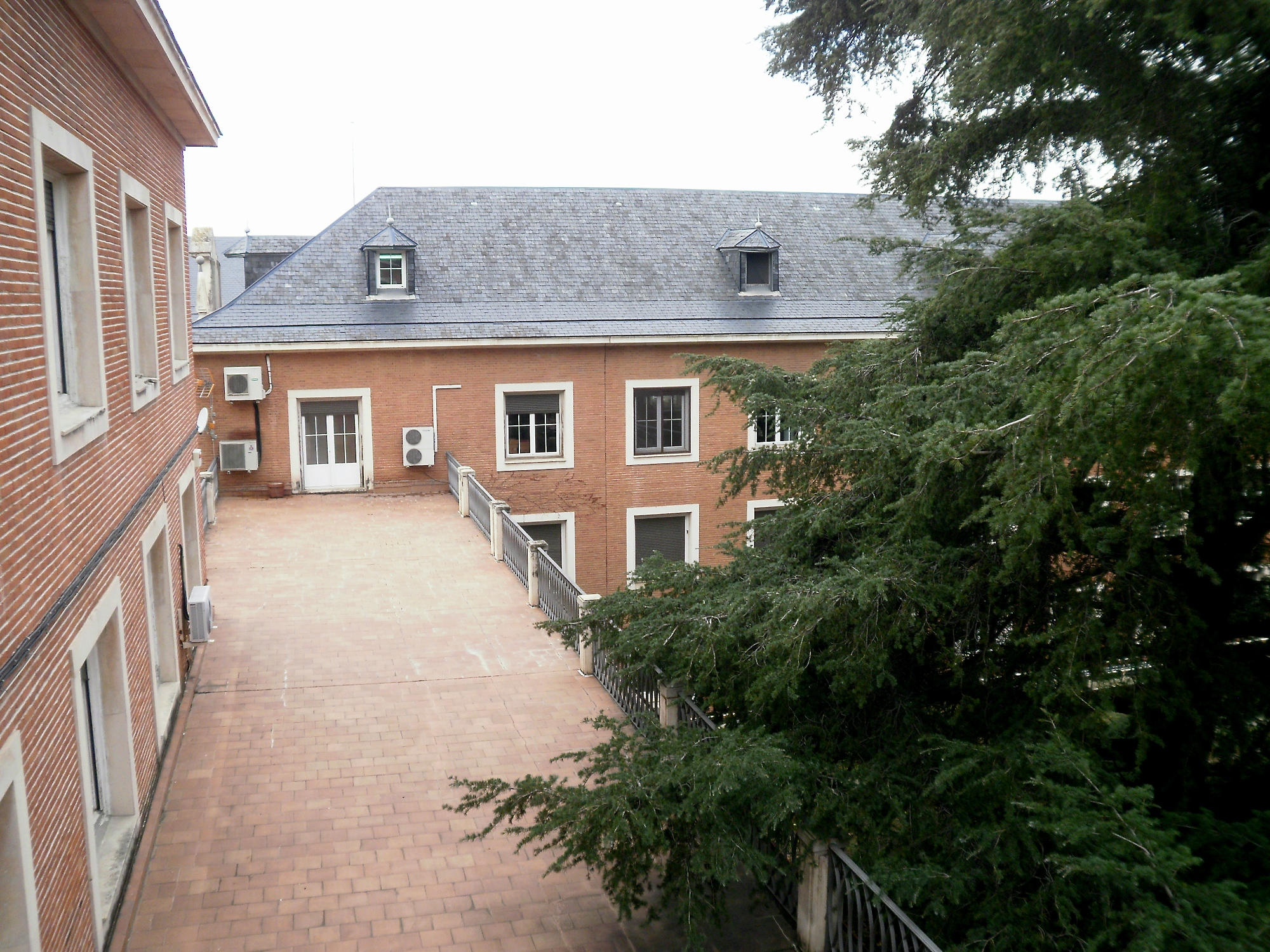
Detalle del edificio principal
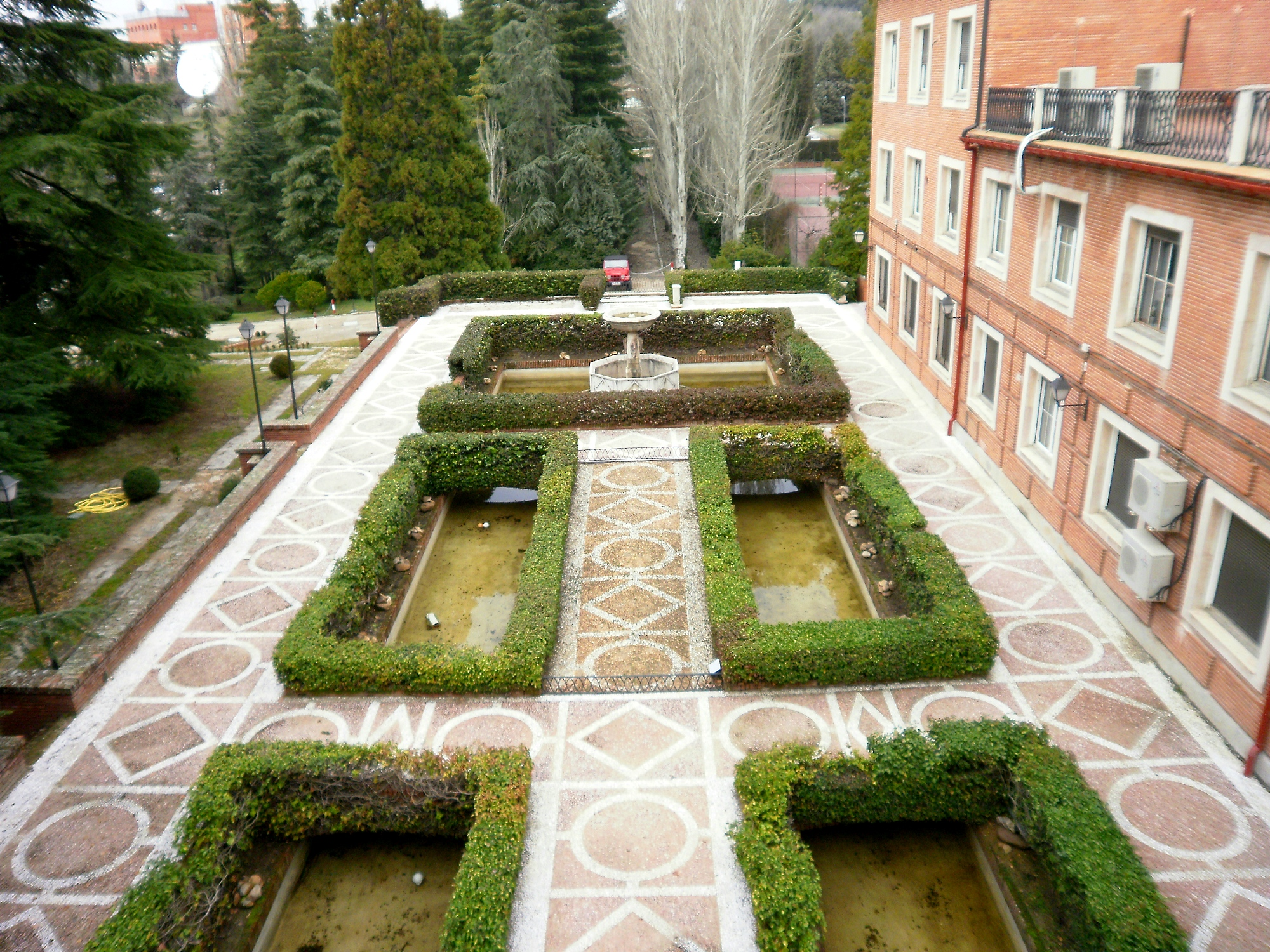
Jardín del edificio principal
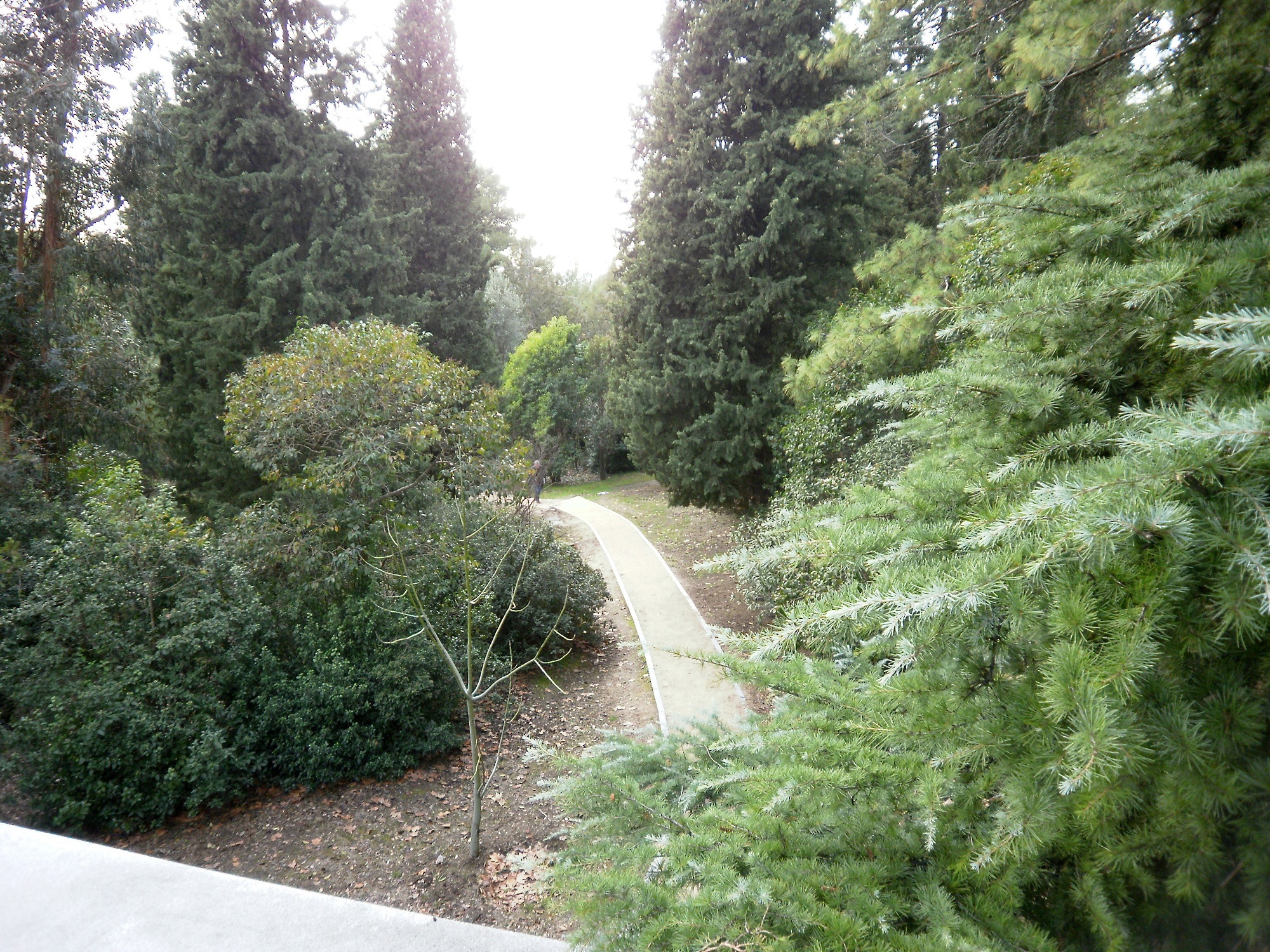
Detalle del Arboreto